# Надеево (Любимский район)
Надеево — деревня в Любимском районе Ярославской области.
С точки зрения административно-территориального устройства входит в состав Воскресенского сельского округа. С точки зрения муниципального устройства входит в состав Воскресенского сельского поселения.

## География
До ближайшего населённого пункта — Дор Павлов — 1,8 км.

## Население
Население по состоянию на 2010 год — 4 чел., по состоянию на 1989 год — 15 чел.